# Kárpáti pásztorkutya
A kárpáti pásztorkutya a román pásztorok által évszázadok óta használt nagytestű juhászkutya. Őrkutyának is alkalmas. Első leírása 1934-ben született, azóta az FCI is elismerte, mint román kutyafajtát.

## Története
A román pásztorok a használhatóságot szem előtt Kárpátok és a Duna közötti régióban őshonos fajtából szelektálták, így a kutya napjainkig megtartotta karakterét.  Kizárólag Románia területén fordul elő. Egyesek a keleti molosszusoktól származtatják.
Az első standardot 1934-ben adta ki a román Nemzeti Állattenyésztési Intézet (Institutul National Zootechnic). A romániai Kennel Klub 1937-ben ismerte el. Ezt a standardot aktualizálta és módosította 1982-ben, 1999-ben és 2001-ben az AchR. 2002. 03. 30-án az AChR technikai bizottsága az FCI-modellhez adaptálta a standardot.  Az FCI a fajtát az 1. fajtacsoportba –  Juhász- és pásztorkutyák (kivéve svájci pásztorkutyák) – ezen belül az I.1. alcsoportba, a munkavizsgára nem kötelezett juhászkutyák közé sorolta. 

## Alkalmazása
Megbízhatóan védi a nyájat a farkasok, medvék ellen. Jó rendőrkutya, használják kábítószerek, robbanóanyagok felkutatására is. Őrkutyának is alkalmas. 

## Viselkedése, karaktere
Robbanékony, erős, harcias, kemény kutya.  Született őrkutya, büszke, bátor, ösztönös, feltétlen hűséges a nyájhoz és a gazdájához.  Családi körben nyugodt és kiegyensúlyozott.  

## Megjelenése
Nagy testű, rendkívüli erejű kutya. Feje hatalmas, koponyája enyhén domborodik. Szeme sötét borostyánszínű. Füle kicsi, lelóg. Nyaka rövid és tömör, ágyéka széles, mellkasa mély. Végtagjai függőleges állásúak. Farka közepes hosszúságú. Születése után csonkolhatják. Szőrzete közepesen hosszú, lágy tapintású, hullámos. Színe sárgás, a fejen fekete foltokkal, továbbá fekete és rőt pettyes, szürke vagy barna a test többi részén. 

### Méretei
A kanok ideális marmagassága 65–73 cm, szukáké 59–67 cm, a legfontosabb az általános kinézet. A testtömeg 50 kg körüli,  arányos a magassággal, erős, de nem nehézkes kutyakinézetét keltve. 

## Tartása
Táplálékigénye 2300 g naponta. 
Alomszáma 5-7 kölyök. 
Várható élettartama 12-14 év. 